# 6.
◄ | 1. stoljeće pr. Kr. | 1. stoljeće | 2. stoljeće | ►
◄ | 20-ih pr. Kr. | 10-ih pr. Kr. | 0-ih pr. Kr. | 0-ih | 10-ih | 20-ih | 30-ih | ►
◄◄ | ◄ | 3. | 4. | 5. | 6. | 7. | 8. | 9. | ► | ►►
Astronomija • Književnost • Kršćanstvo

## Događaji
- Judeja i Mezija postaju rimske provincije.
- Wang Mang je odabrao Ru Zi Yinga za sljedećeg kineskog cara (dinastija Han).
- U Kini kandidati za političku službu moraju polagati ispit.
- Počinje pobuna dalmatinsko-panonskih Ilira protiv rimske vladavine (Batonski rat).
- U Rimu počinje izgradnja hrama Concordia. Završava se izgradnja u 10. godini.

## Rođenja
- Agripina starija, rimska carica (ili godine 15.)

## Vanjske poveznice
|  | Zajednički poslužitelj ima još gradiva o temi 6. |